# Zuidelijke schildwants
De zuidelijke schildwants (Peribalus strictus) synoniem Holcostethus strictus is een wants uit de familie Pentatomidae.

## Uiterlijk
De zuidelijke schildwants is 8,5 tot 10,5 millimeter in lang. De wantsen zijn groenachtig bruin en zwart gepuncteerd. In het voorjaar en in de zomer zijn ze lichter van kleur en dan in de herfst. De zijkant van het halsschild heeft een lichte rand. Het vierde en vijfde segment van de roodgele tot roodbruine antenne zijn zwart geringd. Het schildje (scutellum) is wit aan het uiteinde. De connexivum is afwisselend licht en donker gekleurd.                        

## Verspreiding en habitat
De soort heeft zich van uit zuidelijk Europa steeds meer naar het noorden verspreid. In Nederland was hij zeldzaam, maar hij begint op veel plaatsen algemener te worden. Dit heeft hem de naam zuidelijke schildwants opgeleverd. Niet helemaal terecht, want door de klimaatverandering verspreiden meer wantsensoorten zich naar het noorden.

## Leefwijze
Men kan de dieren in de kruidlaag en loofbomen vinden. Ze zijn polyfaag, waarbij de nimfen vooral aan de rijpe vruchten en zaden zuigen van kruidachtige planten zuigen van de composietenfamilie (Asteraceae) en vlinderbloemenfamilie (Fabaceae). De volwassen wantsen worden vaak gevonden op bloeiende en vruchtdragende struiken en bomen en op de bloemen van de schermbloemenfamilie (Apiaceae) en de helmkruidfamilie (Scrophulariaceae). De volwassen wants overwintert. Eind juli, augustus verschijnt de nieuwe volwassen generatie.